# Киппель, Энн Андресович
Энн А́ндресович Ки́ппель (эст. Enn Kippel, до 1935 года Эдуард Фердинанд Киппель (эст. Eduard Ferdinand Kippel); 3 (16) февраля 1901, Ревель, Российская империя — 15 февраля 1942, Ленинград, СССР) — эстонский писатель.

## Биография
Родился в семье рабочего завода «Двигатель». Энн рано потерял отца и после окончания городской школы в 1913 году переехал с матерью в Санкт-Петербург. Обучался на кондитера на кухне кафе Филиппова, расположенного на Невском проспекте. В 1917 году вместе с матерью приступил к работе в кооперативном магазине на железнодорожной станции «Елизаветино» недалеко от Петрограда, где также был помощником пекаря. В конце 1919 года, когда из-за войны появились проблемы с трудовой занятостью, Энн оставил свою мать и пересёк линию фронта в сторону Эстонии возле Нарвы. Был схвачен эстонцами, обвинён в принадлежности к Красной армии и шпионаже и перевезён в Таллин, где спасся тем, что вступил в ряды Эстонской армии. Был также сверхсрочником  2-го пехотного полка в Тарту, где выполнял обязанности полкового историка, библиотекаря и заведующего магазином. Учился в школе нижних офицерских чинов. В 1935 году окончил Тартускую вечернюю гимназию. В 1935–1936 годах посещал занятия на теологическом факультете Тартуского университета. Коллекционировал старинное огнестрельное оружие.
В 1940 году, после присоединения Эстонии к СССР, новая власть назначила Киппеля политруком 1-й дивизии в Раквере, но быстро сместила его с этой должности. Позже он был заместителем редактора газеты «На защите Советов» (эст. «Nõukogude Kaitsel») — печатного органа 22-го Эстонского стрелкового корпуса, с весны 1941 года — редактором журнала «Пионер» (эст. «Pioneer»).
С началом Великой Отечественной войны эвакуировался c отступающими красными войсками в Ленинград, где работал в редакции газеты «Рахва Хяэль» (эст. «Rahva Hääl» — «Глас народа»). Умер от голода во время блокады Ленинграда и похоронен в братской могиле на Пискарёвском кладбище. После смерти писателя осталось несколько незавершённых объёмных рукописей.

## Творчество
Литературный путь Энна Киппеля начался ещё в гимназические годы, в середине 1930-х годов. В то время в Эстонии наблюдался бум исторической литературы; историческая тематика заняла центральное место и в творчестве Киппеля. Почерк Киппеля, как писателя, становится заметен в романе «Во времена великого плача»: натуралистические изображения военных злодеяний, подробные описания сражений и военных орудий, энергичные фабуляции, схематические персонажи. Пытки и казни в романах Киппеля описаны с явным удовольствием и подробностями, которые критики того времени назвали «киппелизмами». Успешный роман «Когда пришла Железная голова» является одним из самых увлекательных военно-исторических произведений в эстонской литературе. Главный герой книги — молодой шведский король Карл XII, он же — Железная голова. Исключением являются романы Киппеля «Обжоры» и «Золотой телец», которые посвящены современности автора. Первый описывает жизнь на окраинах Тарту в духе повести Оскара Лутса «На задворках», события второго происходят в городе Йыгева, который в романе называется посёлком Мыйгу.

## Произведения

Скульптура «Вячко и Меэлис при обороне Юрьева», 1972 год

- 1935 — “Ahnitsejad” («Обжоры»), роман в 2-х томах; изображение жизни простого человека при буржуазном режиме;
- 1936 — “Suure nutu ajal” («Во времена великого плача»), роман в 2-х томах. Посвящён событиям Ливонской войны;
- 1937 — “Kui Raudpea tuli” («Когда пришла Железная голова»), роман в 2-х томах. Посвящён событиям Северной войны;
- 1937 — “Aleksei Brussilov. Minu sõjamälestused” (Алексей Брусилов. «Мои воспоминания»), перевод с русского языка;
- 1938 — “Issanda koerad” («Псы Господни»), роман в 2-х томах. Описание борьбы ливонцев с крестоносцами в XIII веке;
- 1939 — “Jüriöö” («Юрьева ночь»), роман; посвящён войне эстонских крестьян против чужеземцев в XIV веке;
- 1939 — “Kuldvasikas” («Золотой телец»), роман; сатирическое изображение борьбы за деньги в буржуазном обществе;
- 1941 — “Meelis” («Меэлис»), повесть для юношества; посвящена освободительной войне эстонцев в начале XIII века.

В 2007 году под научной редакцией Тийта Ноорметса была опубликована «История 2-го пехотного полка» — записи, которые военнослужащие полка Юхан Мыттус и Энн Киппель вели в годы Эстонской освободительной войны:
- Juhan Mõttus, Enn Kippel. 2. jalaväepolgu ajalugu. Allikapublikatsioon / Teaduslik toimetaja ja eessõna autor Tiit Noormets. — Tartu: Ajalooarhiiv, 2007. — 436 lk. — ISBN 9789985858530.

### Роман «Когда пришла Железная голова»
Роман описывает первый год Северной войны — 1700-й. Следуя условностям классического исторического романа, Киппель представляет начало Северной войны с точки зрения как вымышленных, так и исторических персонажей. Пётр I изображён Киппелем не как «Медный всадник», своей железной волей перекроивший Россию, а как человек, который настолько боится юного шведского короля, что бежит из Нарвы ещё до начала битвы. Русские изображены карикатурно: жаждущие чеснока, лука и водки генералы быстро теряют голову в бою, русские войска разбегаются, как стадо овец. При этом шведские войска сражаются стойко, демонстрируя высокий моральный дух и порядок, и, как истинное воинство Божие, не забывают молиться перед каждым боем.
Cильной стороной романа является изображение практической стороны войны: Киппель подробно описывает осаду Нарвы и кампанию в Вирумаа, сражения и военную стратегию, организацию и перемещение войск. С характерными подробностями Киппель описывает опустошение и насилие, принесенные войной, потоки беженцев и превращённые в руины эстонские деревни. В центре событий оказываются йыхвиские крестьяне, которым предстоит вести войну не только с русскими, но и с мызниками.

### Повесть «Меэлис»
«Меэлис» является самым известным произведением Киппеля. Главным героем произведения является сын эстонского старейшины Лембиту по имени Меэлис, который вместе с русским князем Вячко погибает при защите Юрьева от меченосцев. В отличие от Вячко Меэлис — чисто литературный персонаж. Повесть широко использовалась в советское время как пример эстонско-российской исторической дружбы.

## Увековечение памяти

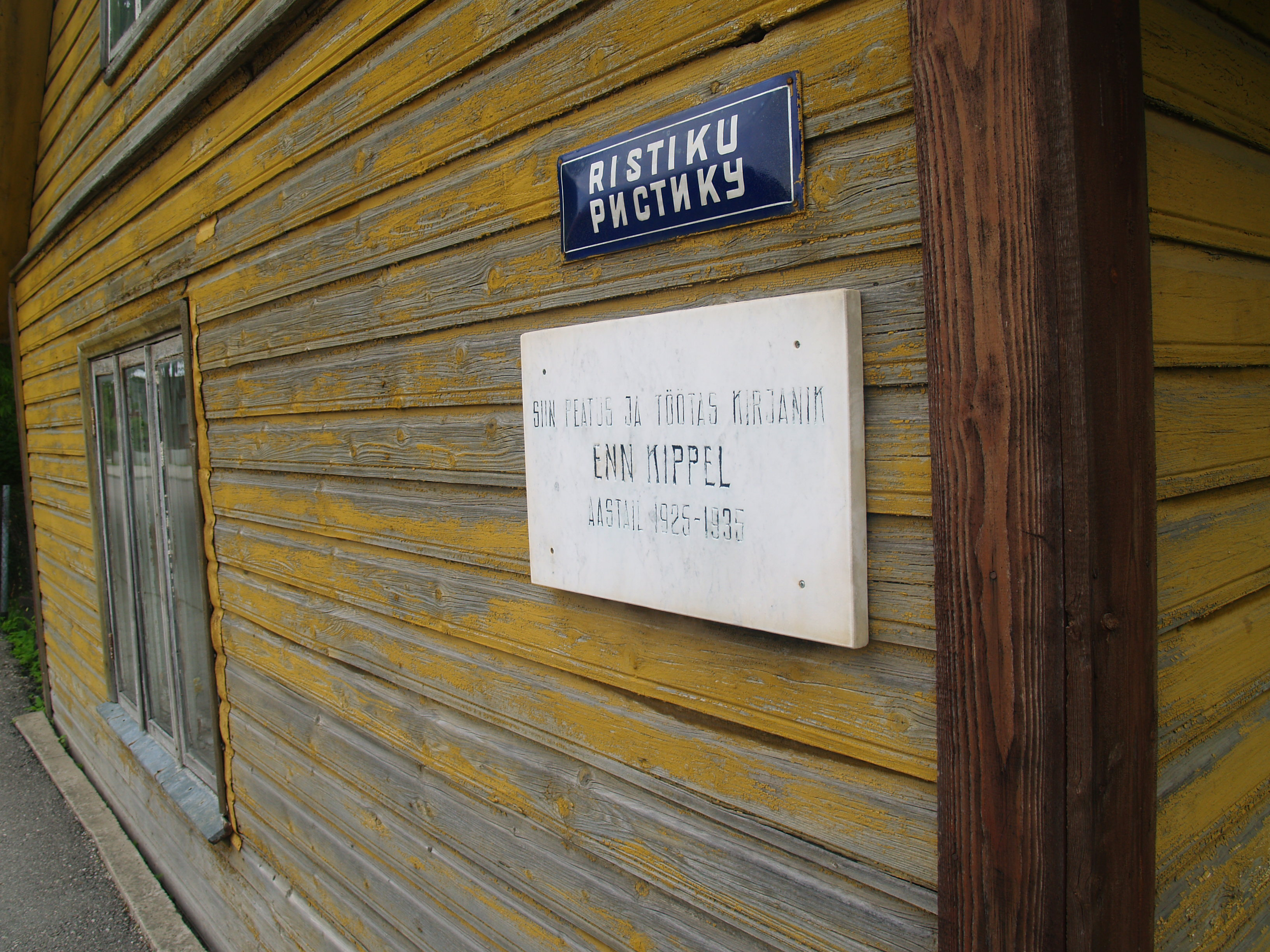
Памятная доска Энну Киппелю, 2013 год

15 февраля 1967 года, в 25-ю годовщину со дня смерти Энна Киппеля, в городе Йыгева, на доме 26 по улице В. Кингисеппа (в настоящее время улица Суур), у перекрёстка с улицей Ристику, где в 1925—1935 годы жил и работал писатель, была открыта памятная доска.

## Семья
- Отец — Андрес Киппель (Andres Kippel, 1873—1912)
- Мать — Анна Киппель, урожд. Пылд (Anna Põld, 1877—?)
- Жена — Марет Киппель, урожд. Лятте (Minna Eliisabet Lätte, 1904—1991)
- Брат — Эрих Фридрих Киппель (Erich Friedrich Kippel, 1904—1942)
- Сестра — Хелен Марие Линк (Helene Marie Link (Kippel), 1908—2007)